# Hoplophryninae
Hoplophryninae Noble, 1931 è una sottofamiglia di rane della famiglia Microhylidae, endemica della Tanzania.

## Tassonomia
La sottofamiglia Hoplophryninae è suddivisa in due generi e comprende tre specie:
- genere Hoplophryne Barbour and Loveridge, 1928
  - Hoplophryne rogersi Barbour and Loveridge, 1928
  - Hoplophryne uluguruensis Barbour and Loveridge, 1928
- genere Parhoplophryne Barbour and Loveridge, 1928
  - Parhoplophryne usambarica Barbour and Loveridge, 1928